# Джине
Джине (араб. جنات‎, фр. Djinet) — коммуна на севере Алжира, на территории вилайета Бумердес, округа Бордж-Менайель.

## Географическое положение
Коммуна находится в северной части вилайета, на высоте 32 метра над уровнем моря.
Коммуна расположена на расстоянии приблизительно 75 километров к востоку от столицы страны Алжира и в 29 километрах к северо-востоку от административного центра вилайета Бумердеса.

## Демография
По состоянию на 2008 год население составляло 21 966 человек.
Динамика численности населения коммуны по годам:
| 1977   | 1987   | 1998   | 2008   |
| ------ | ------ | ------ | ------ |
| 10 787 | 16 411 | 20 022 | 21 966 |